# 阿默德·穆罕默德時鐘事件

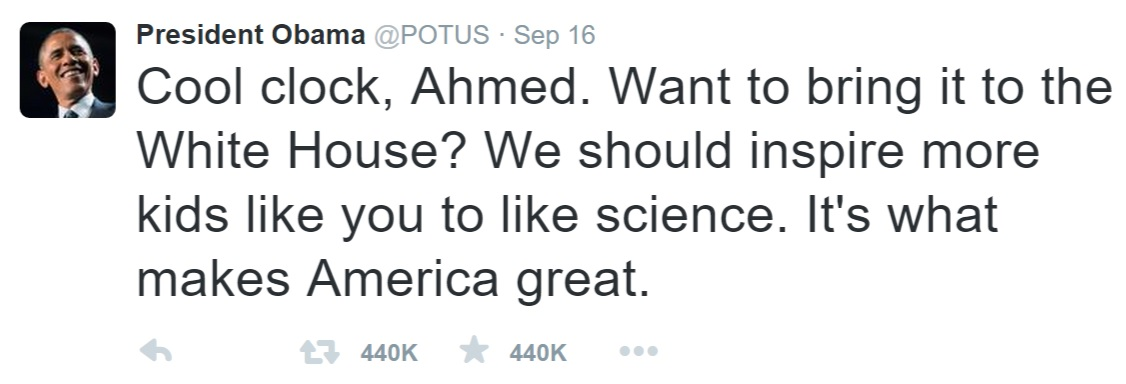
美國總統歐巴馬在推特發言表示：「這時鐘很酷，想不想把它帶來白宮呢？我們應該鼓勵更多像阿默德喜愛科學的孩子，使美國變得更美好」

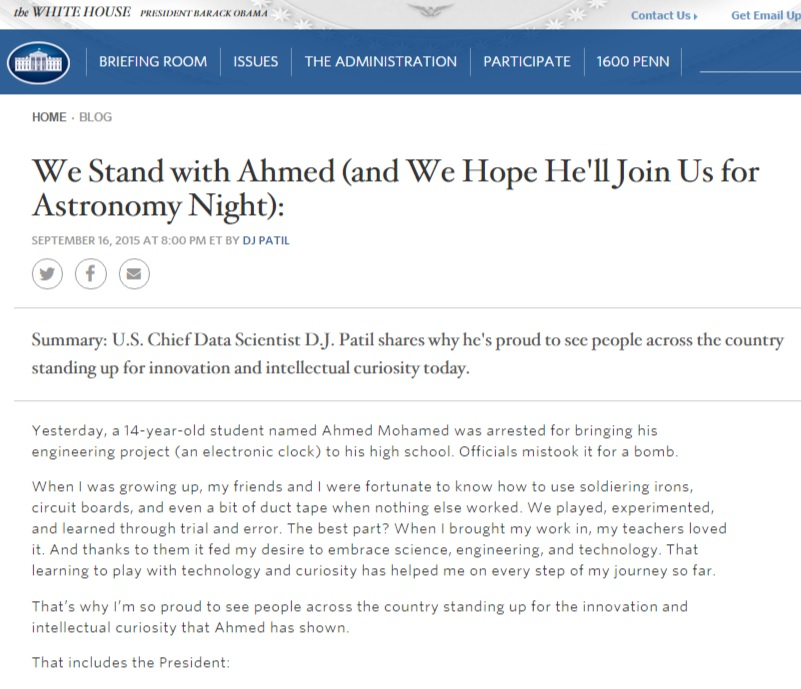
美國白宮表示：「我們與阿默德站在一起，並敬邀他參加白宮的天文學之夜活動」

阿默德·穆罕默德時鐘事件，是2015年在美國德克薩斯州歐文的麥克阿瑟高中所發生的事件。
一位具有伊斯蘭背景的學生，阿默德·穆罕默德（Ahmed Mohamed），將鉛筆盒改造成數位時鐘，並帶到學校給師生們觀看，但校方認定，阿默德是製造假炸彈的惡作劇行為，而通報警方處理。阿默德遭到警方逮捕後，移送至少年拘留所審訊，最後判定阿默德無犯罪意圖，而將他釋放；此事件讓社會檢討種族歸納與伊斯蘭恐懼症的問題。
另外，有部分媒體，誤報這是一起誤會事件（校方誤判時鐘是炸彈），但實際狀況是一宗歧視事件（校方認定阿默德製造假炸彈）。